# Pseudagrion pelecotomum
Pseudagrion pelecotomum – gatunek ważki z rodziny łątkowatych (Coenagrionidae).